# Krosno (powiat wągrowiecki)
Krosno – wieś w Polsce położona w województwie wielkopolskim, w powiecie wągrowieckim, w gminie Wągrowiec.
Wieś duchowna, własność opata cystersów w Wągrowcu pod koniec XVI wieku leżała w powiecie kcyńskim województwa kaliskiego. W latach 1975–1998 miejscowość należała administracyjnie do województwa pilskiego.

## Historia

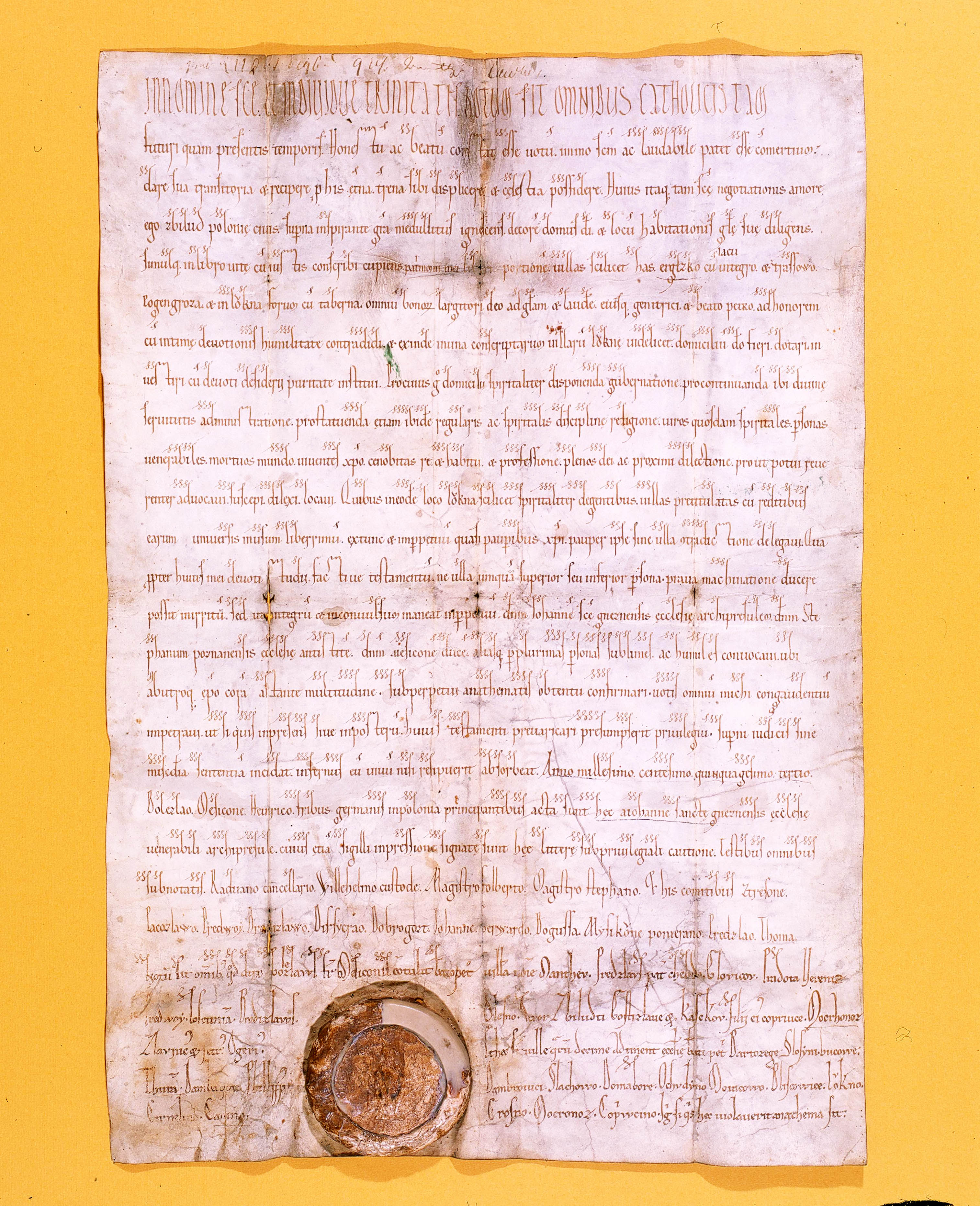
Dokument z 1154 Zbiluta (z rodu Pałuków) obywatela polskiego (“Poloniae civis”) notujący Krosno jako Crosno.

Po raz pierwszy miejscowość wymieniona została w dokumencie z 1154 Zbiluta (z rodu Pałuków) obywatela polskiego (“Poloniae civis”), w którym zanotowana została jako Crosno.
8 lipca 1910 w miejscowości urodził się Gerard Linke – polski nauczyciel, harcmistrz Związku Harcerstwa Polskiego, rozstrzelany przez Niemców w publicznej egzekucji na Rynku w Kostrzynie, w ramach pierwszych masowych egzekucji operacji Tannenberg w Wielkopolsce.